# Badelaire
Das Badelaire (franz. Craquemart) ist ein Krummschwert aus dem 17. Jahrhundert.

## Geschichte
Die direkten Vorläufer des Badelaire entstanden im 13. Jahrhundert in Frankreich. Dort nannte man sie "Fauchon". Ab dem 14. Jahrhundert erschienen sie, etwas verlängert und mit bizarr geformter Klinge unter dem Namen "Bazelaire", etwas später unter dem Namen Badelaire. Das Badelaire blieb bis zum 17. Jahrhundert im Gebrauch. Auch nach dem 17. Jahrhundert gab es noch Schwerter, die genauso gearbeitet waren wie ein Badelaire (wie das "Coltellagio"), wurden aber nicht der Klasse der Badelaire zugeordnet.

## Beschreibung
Das Badelaire hat eine stark gekrümmte, einschneidige, messerartige Klinge, die fast bis zum Ort gerade ist. Kurz vor der Spitze biegt sie nach oben. Die Klinge hat einen Jelman, der auf der Oberseite scharf ausgeschliffen ist. Das Heft hat eine Parierstange, die auf einer Seite nach oben und auf der gegenüberliegenden Seite nach unten abgebogen ist. Der Griff besteht aus Holz, Knochen, Metall oder Elfenbein. Das Heft besteht aus Metall. Klinge, Parierstange und Knauf sind oft kunstvoll graviert oder mit Einlegearbeiten (Tausia) verziert.